# Anders F. Rönnblom
Anders Folke Rönnblom, känd som Anders F. Rönnblom, född den 9 maj 1946 i Stockholm, är en svensk musiker och designer. Rönnblom är troligen mest känd för den punkiga antijullåten "Det är inte snön som faller" från tidskriften Schlagers julsingel 1980; inte minst för den kontroversiella tecknade musikvideon till låten, som i flera år visades på julafton i SVT. Animatören bakom videon är Lennart Gustafsson, känd för Råttis och andra barnfilmer.
Under sin långa karriär har Rönnblom utgivit mer än 30 fullängdsskivor. Efter att på 1960-talet skrivit låttexter enbart på engelska övergick han i början av 1970-talet till att skriva på svenska. 
Av albumen är 1980 års Rapport från ett kallt fosterland och 1981 års  Vit flagg de mest framgångsrika och de enda som legat på den svenska hitlistan (bägge nådde som bäst plats 42).

## Biografi
Rönnbloms första inspelning gjordes 1958, en lackskiva med bandet Genua Skiffle Group. Under 1960-talet spelade han med rockgrupper, en av de första under åren 1962–1963 var Kjell Henning & Four Stars. I gruppen fanns bland andra låtskrivaren och basisten/gitarristen Lennart Clerwall och gitarristen Inge Josephson. Med gruppen Bob Major & the G.I.:s släppte Rönnblom 1964 en EP och en singel; Anders & Nicko gav ut en singel 1966. Det riktigt stora genombrottet uteblev dock, trots att kanske främst "Ramlösa Kvarn" från 1972 blev mycket uppskattad. Rönnblom tillhörde aldrig den alternativa musikrörelsen ("proggen"), trots att han verkade under dess storhetstid och trots att många av hans texter präglades av samhällsengagemang. Mer speciell är hans personliga folkhemsvariant av beatpoesi inspirerad av Beat Generation.
Åren 1980–1984 hade Rönnblom hits som "Jag kysste henne våldsamt", "Det är inte snön som faller" och "Europa brinner". 
Rönnbloms konserter präglas ofta av en jazzig/bluegrassrockig spontan attityd som pendlar mellan attack och mer avslappnat, och han är mån om att variera såväl setlistorna som låtarna i sig. Detta möjliggörs genom ett fast kompband som med enstaka medlemsbyten hållits intakt sedan slutet av 1980-talet och projektet Bravado Bravado. Grateful Dead är en uttalad ledstjärna, men Rönnblom har som inspiratörer också nämnt bland andra Bob Dylan, Beach Boys (Brian Wilson), Buffalo Springfield, Tom Verlaine, Little Feat och Captain Beefheart. Under 2000-talet har Rönnblom och hans AFR Band turnerat i allt större omfattning.
Vid sidan av musiken har han drivit designbyrån Matchbox tillsammans med fotografen Mariann Eklund. Han utgav också under åren 1991–2004 ett engelskspråkigt magasin om konst, design och datorgrafik och uppträdde därtill som föreläsare vid mässor och happenings världen runt, till exempel i Tokyo och San Francisco.

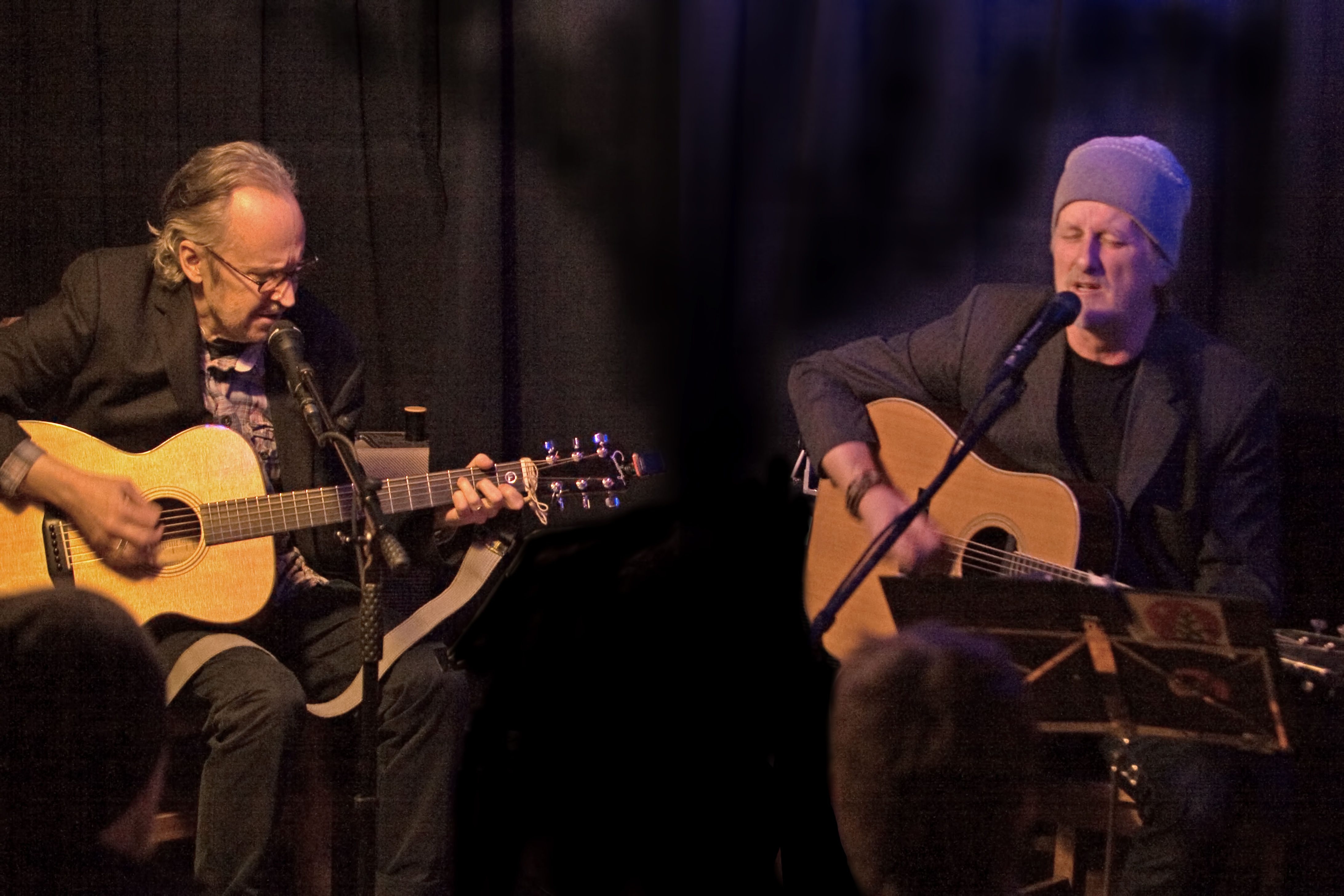
Anders F Rönnblom och Peter R. Ericson på Big Ben i Stockholm 2013.
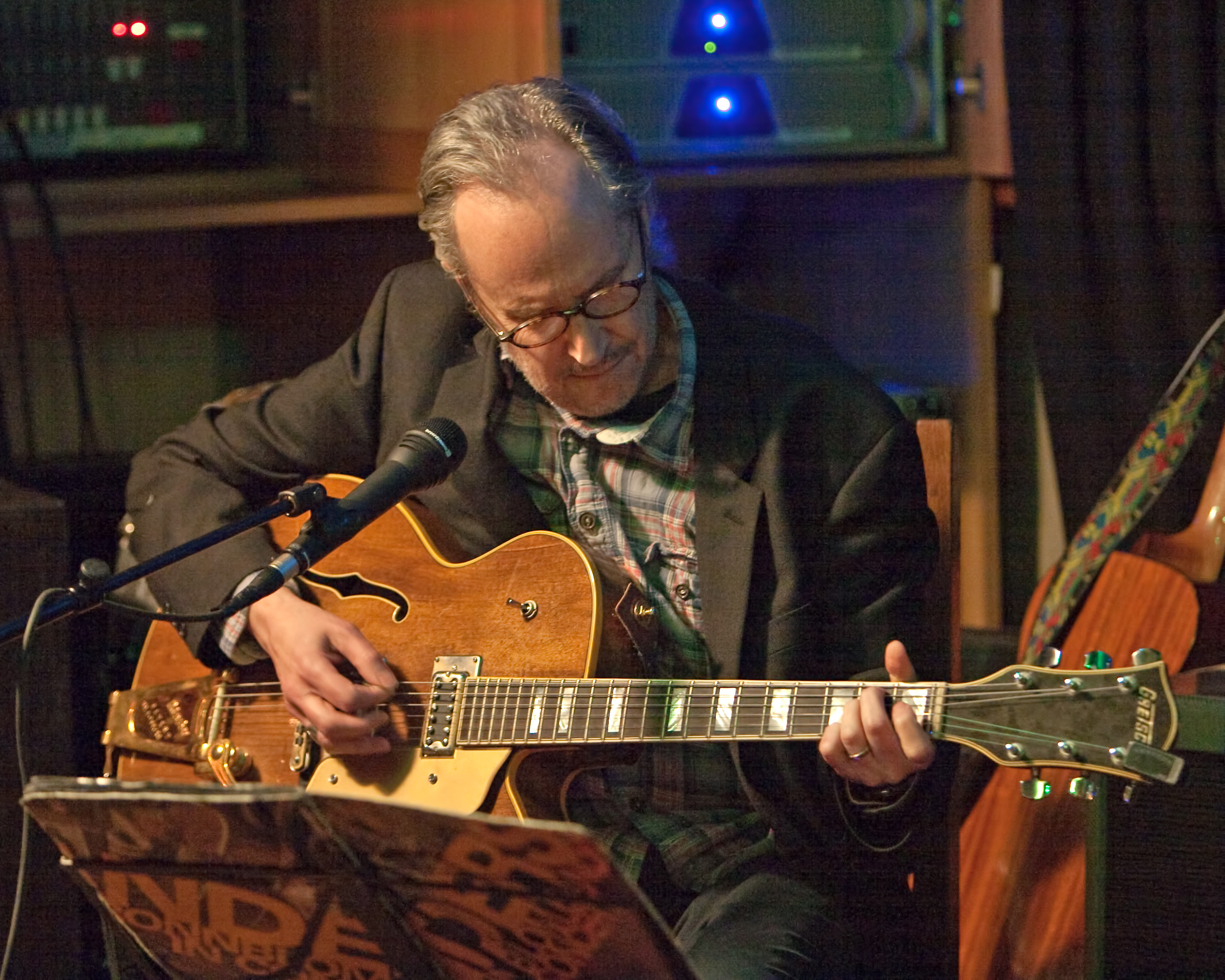
Anders F Rönnblom på Big Ben i Stockholm 2013.
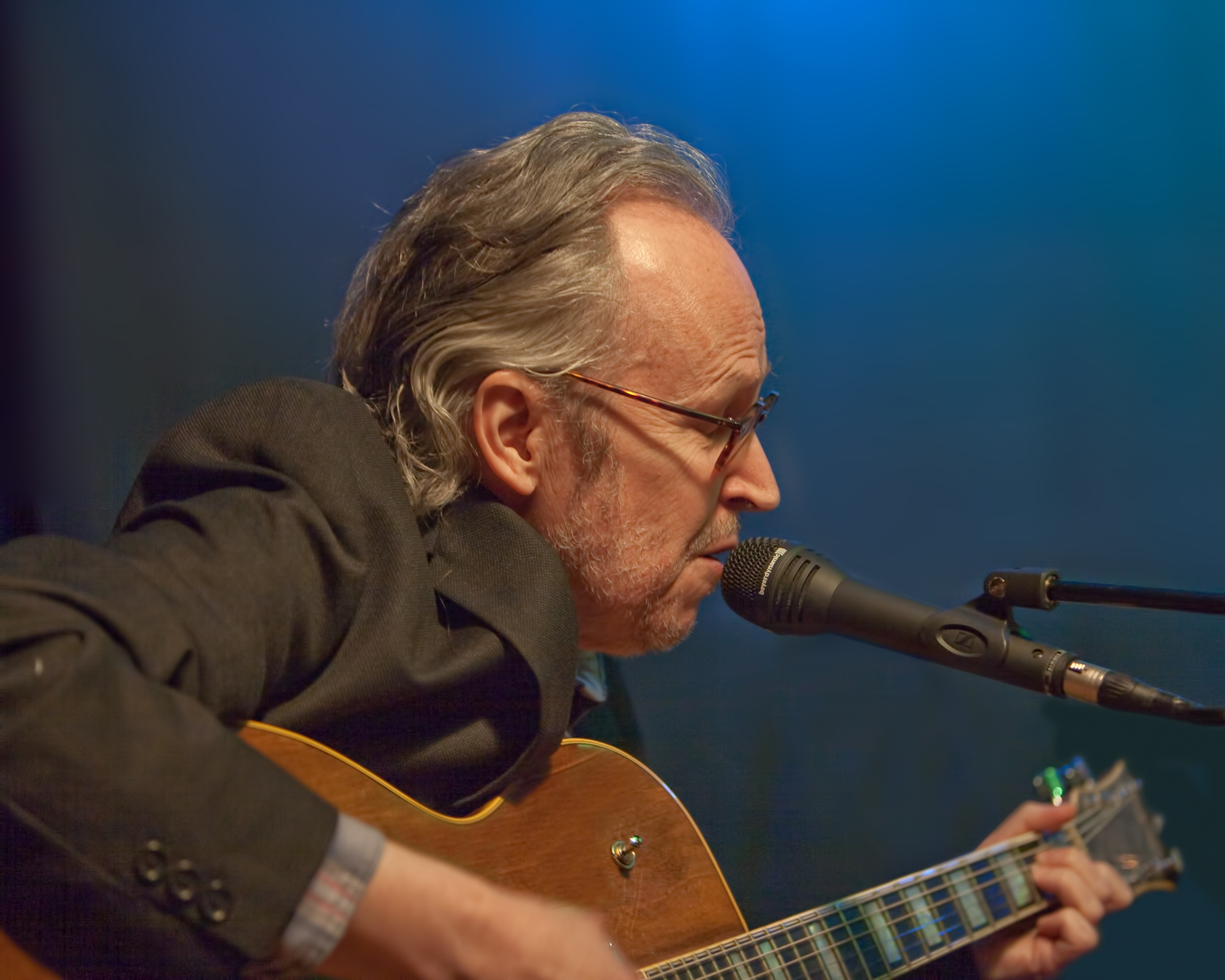
Anders F Rönnblom på Big Ben i Stockholm 2013.
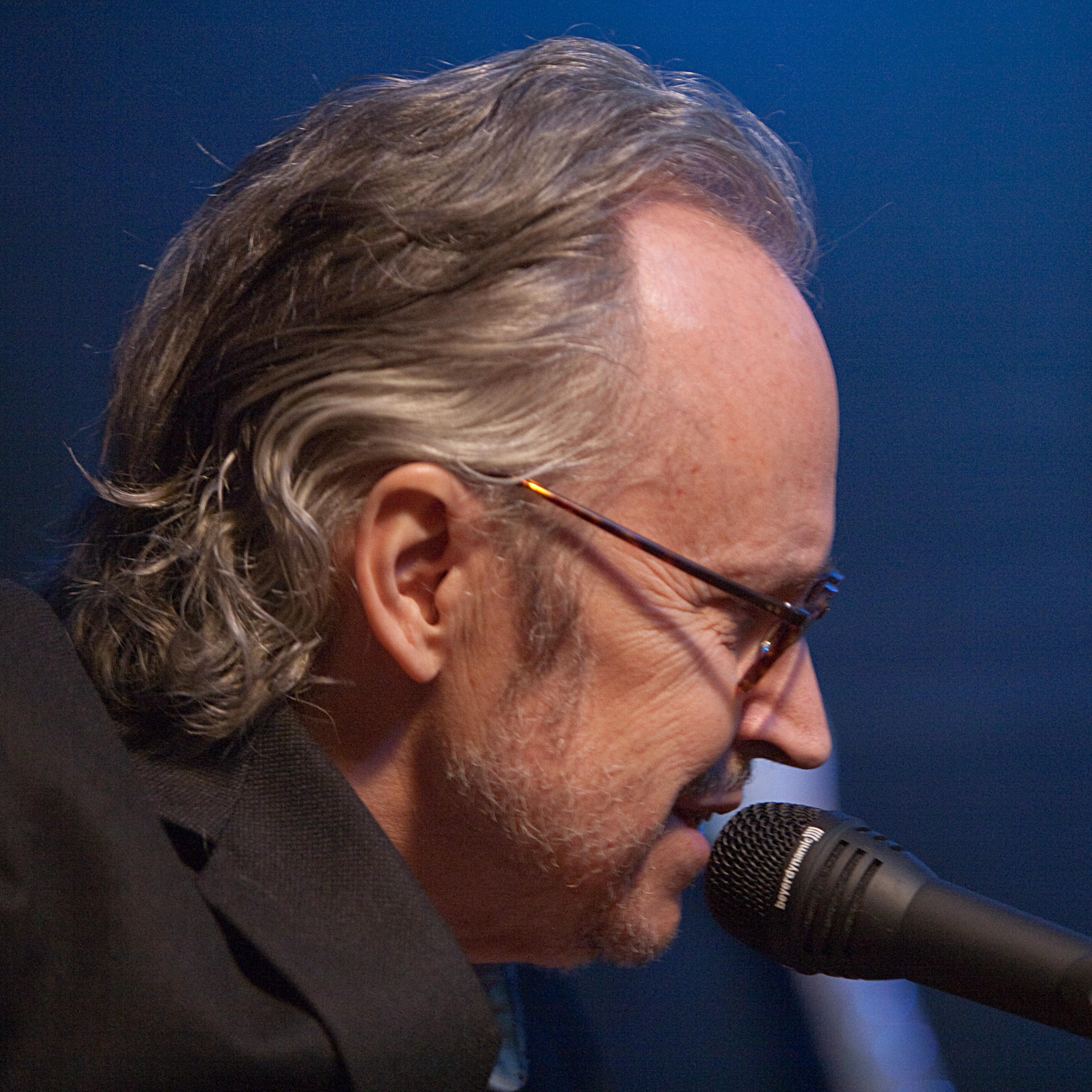
Anders F Rönnblom på Big Ben i Stockholm 2013.

## Diskografi - Album
- Din barndom skall aldrig dö (Decca)  (1971)
- Ramlösa kvarn (Epic) (1972)
- Måsarna lämnar Gotland och hela Sverige tittar på (Epic) (1973)
- Alternativ rock'n'roll cirkus (Epic) (1974)
- Det hysteriska draget (Tyfon) (1977)
- Komedia – en tripp nerför Tarschan Boulevard (Tyfon) (1978)
- Vem har satt mina änglar i bur? (Mercury) (1979)
- Rapport från ett kallt fosterland (Mercury) (1980)
- Poesi för kvarnbarn (samling 1972–1974) (Epic) (1981)
- Vit flagg (Mercury) (1981)
- Krig & fred & country music (Mercury)  (1982)
- Amnesti åt bisarra gitarrer (Mercury) (1983)
- Det är inte snön som faller (samling 1979–1984) (Mercury) (1984)
- Hjältar och skurkar (Wave) (1986)
- Bravado bravado (Hawk) (1989)
- Boulevardminnen (Hawk) (1990)
- Sånger från dom första trettio åren, volym 1: Frestelsen (samling 1971–1990) (Hawk) (1991)
- Våld (Hawk) (1991)
- Sånger från dom första trettio åren, volym 2: Romantiken (samling 1971–1991) (Hawk) (1994)
- Caviar pizza (Hawk) (1994)
- En popklassiker (samling 1979–1984) (Karusell) (1995)
- The Incredible Gretsch Brothers (Hawk) (1997)
- Dom automatiska undrens tid är förbi (Hawk) (2004)
- F-box (samling/outgivet 1971–2004) (18-CD + DVD) (Hawk) (2004)
- Live från den mixade zonen (2-CD) (F Records) (2006)
- Underground Volym 1 - Renoverat paradis (F Records) (2007)
- Underground Volym 2 - Välkommen till verkligheten (F Records) (2008)
- Tambourines & Lovers (F Records) (2011)
- F-samlingen (samling 1970–2012) (4-CD) (F Records)  (2012)
- The Caviar Pizza Man is back (Landet Folket Jaget del 1) (F Records)  (2013)
- The Cosmopolitan Cupcake Conspiracy (Landet Folket Jaget del 2) (F Records) (2014)
- The Subliminal Solo Inferno (Landet Folket Jaget del 3) (F Records) (2015)
- Historien ligger framför oss (F Records) (2016)
- Freak Show (F Records) (2017)
- Garagesekvenser (F Records) (2018) (utgiven som del av 2-CD-utgåvan Det hysteriska draget nerför Tarschan Boulevard, som också innehåller nyutgåvor av Det hysteriska draget och Komedia – en tripp nerför Tarschan Boulevard)
- Blärk! – Nya Fosterlandssånger  (F Records) (2019)
- Blärk! – Ballader och Mysterier  (F Records) (2020)
- Framtiden är en underbar plats att komma till  (F Records) (2021)
- Spelevinksfasoner (F Records) (2021) (utgiven som del av 3-CD-utgåvan Din barndom skall aldrig dö – 50 år, som också innehåller en nyutgåva av Din barndom skall aldrig dö samt skivan Svenska artister tolkar Din barndom skall aldrig dö)
- Wisdom of the ancient ones  (F Records) (2022)
- Underground Volym 3 – Strax under verklighetens ytskikt  (F Records) (2023)
- Underground Volym 4 – När floders flöden vänder  (F Records) (2024)

## Filmer
- Live från välfärden (DVD) (F Records) (2011)
- Jag står bredvid men jag är ändå med (DVD) (Anakronfilm) (2013)

## Böcker
- Boken om Boulevarden (1975-....) (opublicerad)
- Metalheart (2001) tillsammans med Andreas Lindholm
- Metalheart Is Movement (2002) tillsammans med Andreas Lindholm
- F-Biografin (2012) tillsammans med Christer Herentz

## Tidskrifter
- MAC Art & Design (1991–1998)
- EFX Art & Design (1999–2004)

## Bravado Bravado, Caviar Pizza Band, AFR Band
- Anders F Rönnblom - sång, gitarrer (1989-
- Björn Rothstein - trummor, percussion (1989-
- Peter R. Ericson - gitarrer (1993-
- Björn Aggemyr - bas (2002-
- Calle Ekerstam - gitarrer (2013-
- Jenny Roos - sång, percussion (2015-
- Jesper Lindberg - banjo, steel, mandolin (1989-1993, 2008–2013)
- Lasse Bax - bas (1992–2002)
- Fabian Månsson - gitarrer (1989–1993)
- Martin Frontman Andersson - sång, percussion (2009–2011)
- Håkan Ström - bas (1989–1991)
- Niko Röhlcke - gitarrer (1994)

Jesper Lindberg gästade livebandet också många gånger under den period han inte var fast medlem. 
Bland andra gästmusiker som återkommit ett flertal gånger genom åren kan nämnas Mats ”Magic” Gunnarsson, Stefan Guran Lilja och Emma Essinger (saxofon), Nicke Andersson, Amanda Roman, Ebba Forsberg och Maria Blom (sång), Susanne Ericsson, Sara Edin, Lotta Johansson (fiol).